# 仁济桥
仁济桥，又名栅桥，是中国浙江省嘉兴市桐乡市乌镇镇的一座单拱石桥，位于银杏社区西栅景区,横跨西市河，长22.6米，宽2.8米，高7.92米，与通济桥直角相连，合称“桥里桥”。

## 历史
该桥创建时间无考。明正德年间改建，清雍正年间重建，咸丰十年（1860年）毁于兵火，同治年间复建。

## 保护
2018年12月30日，仁济桥公布为第六批桐乡市文物保护单位。